# 長崎莉奈
長崎 莉奈（日语：ながさき りな、1987年9月26日—）是日本東京都出生的模特兒、達人、女演員及前寫真偶像，目前隸屬於DECADE經紀公司。畢業於東京都立廣尾高等學校及立教大學文學部。
三圍：
T165 B80 W58 H83 S24.5
興趣：
SAX音樂／藝術步道

## 外部連結
- 長崎莉奈官方網站（日語）